# Weiler-Simmerberg
Weiler-Simmerberg ist ein Markt im schwäbischen Landkreis Lindau (Bodensee).

## Geographie

### Lage

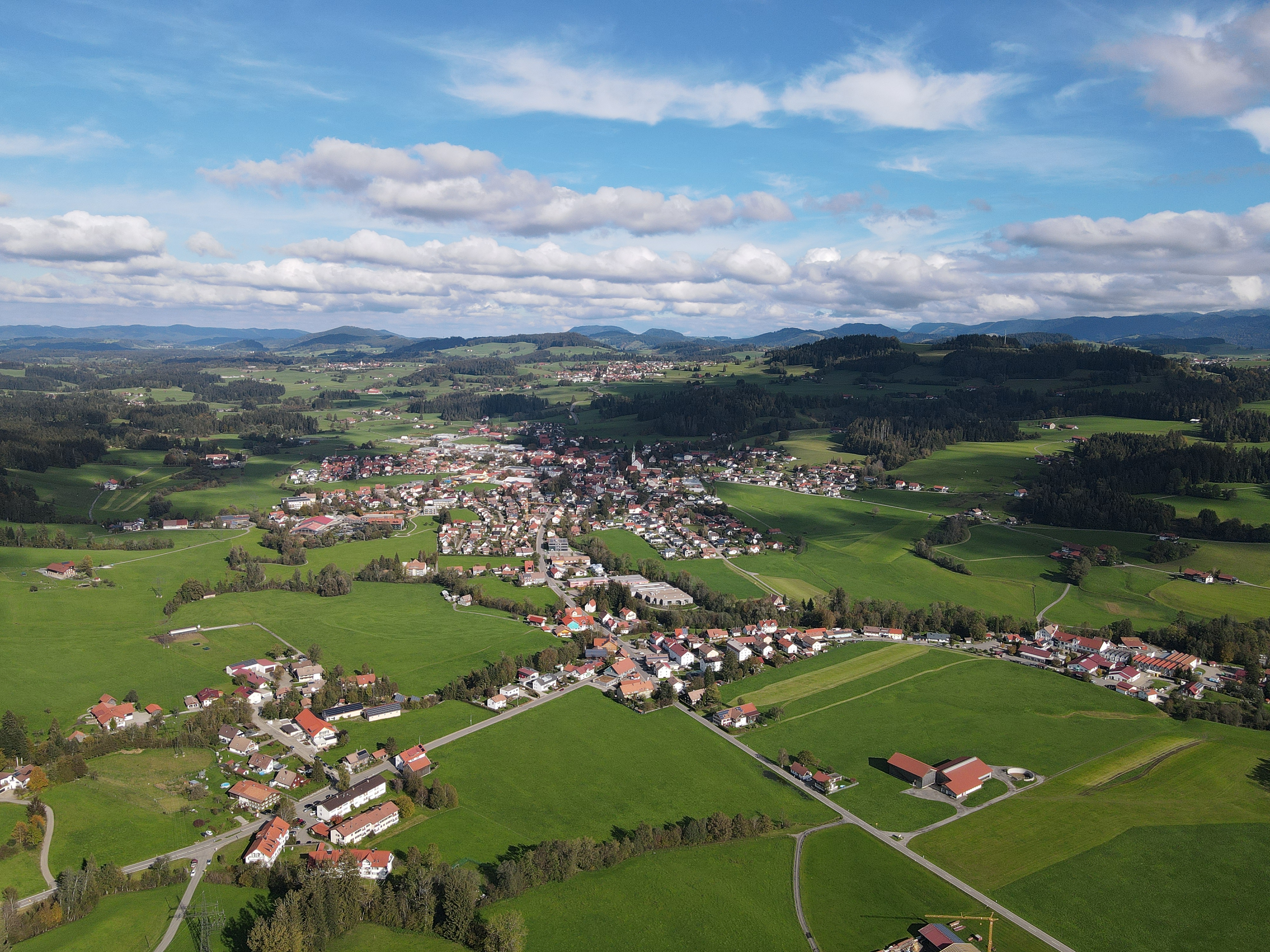
Weiler im Allgäu und Simmerberg im Hintergrund

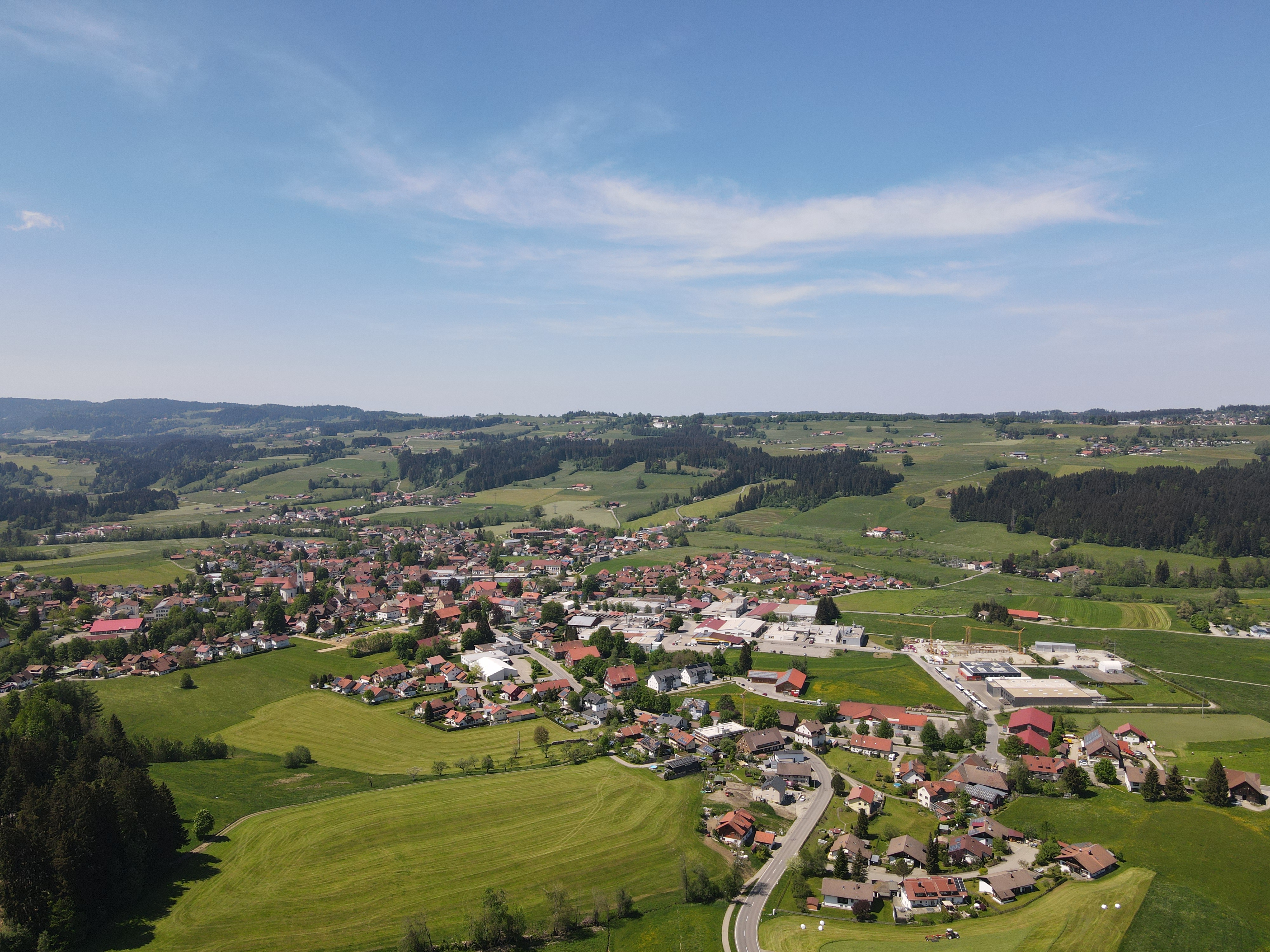
Weiler mit Blick nach Nordwest

Der im Westallgäu gelegene Markt grenzt direkt an die Region Bregenzerwald im österreichischen Bundesland Vorarlberg. Der weite Blick zeigt eine sanfte Voralpenlandschaft während in den dicht bewaldeten engen Tobeln in vielen schroffen und steilen Felswänden die geologische Besonderheit der Gegend, eine Schichtung Sandstein zu Tage tritt.

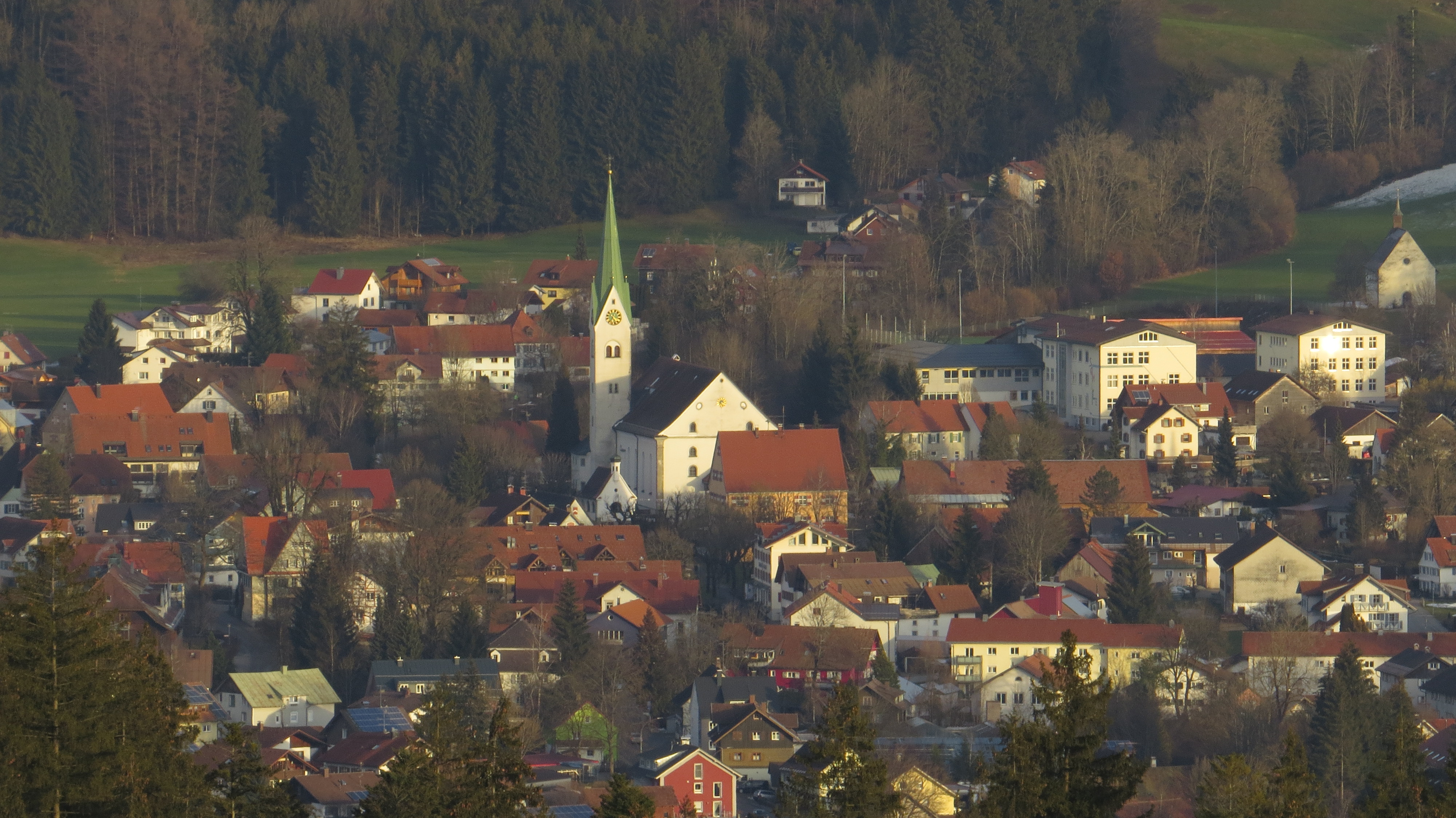
Weiler im Allgäu von Westen

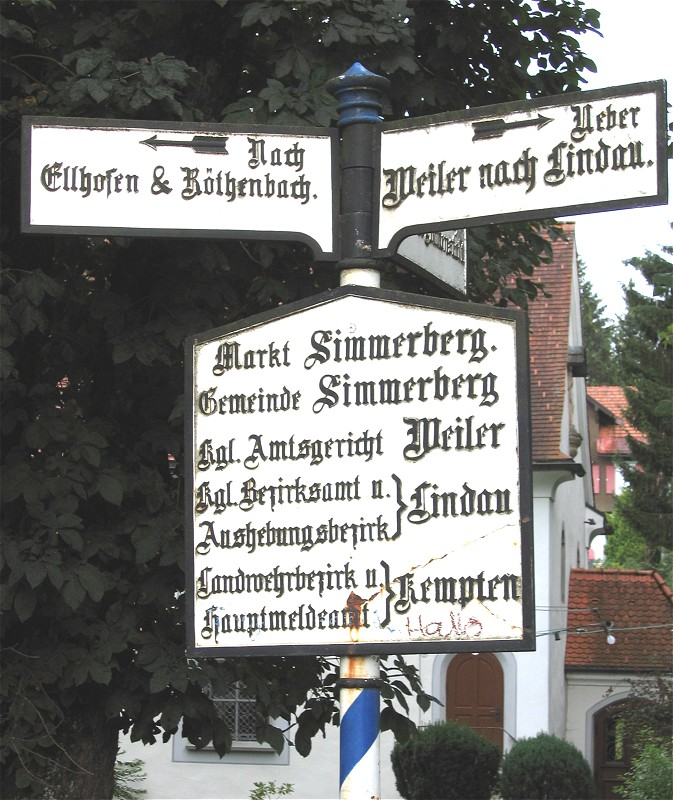
Historische Ortstafel in Simmerberg

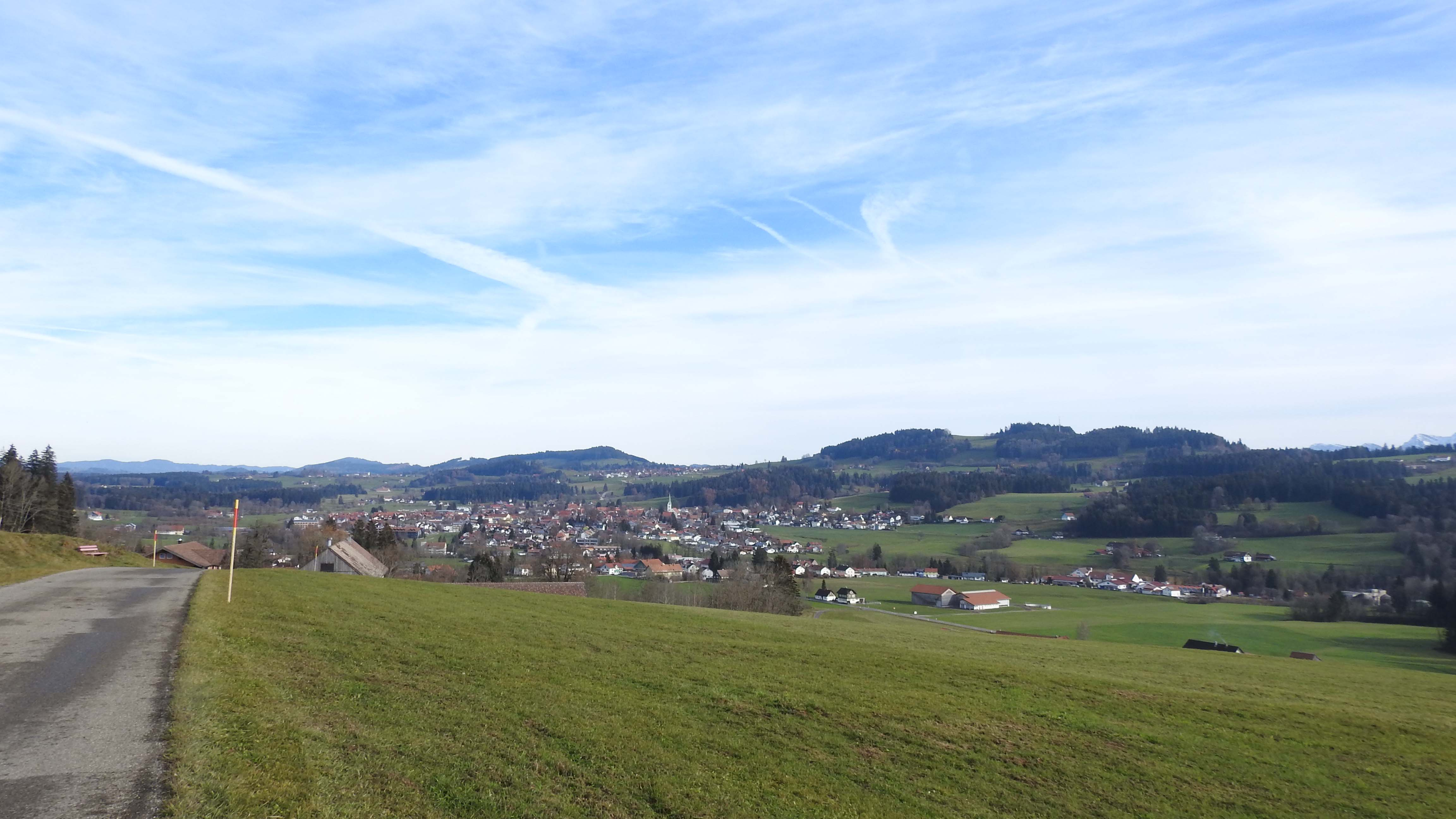
Weiler-Simmerberg von Westen

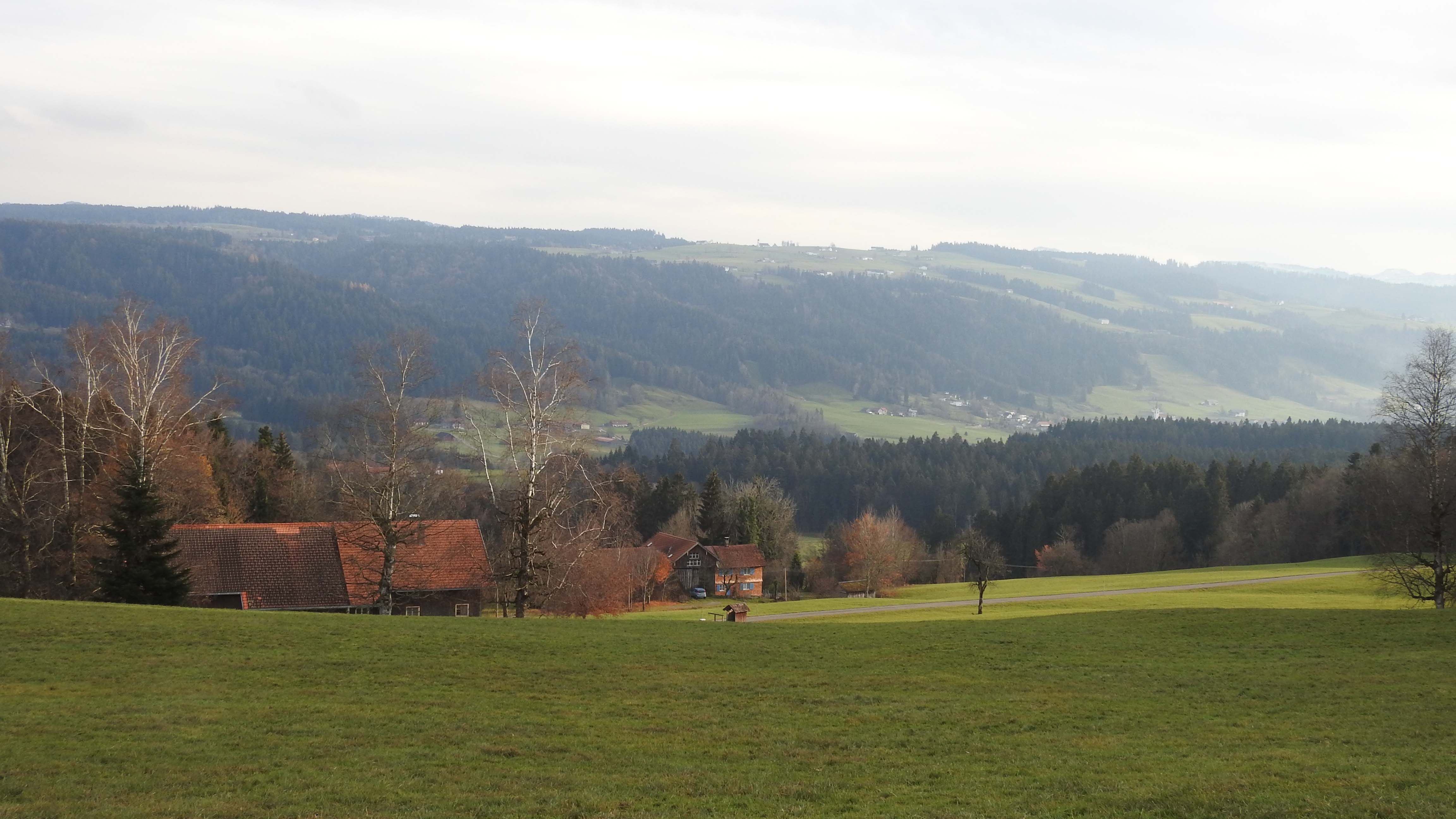
Buchenbühl

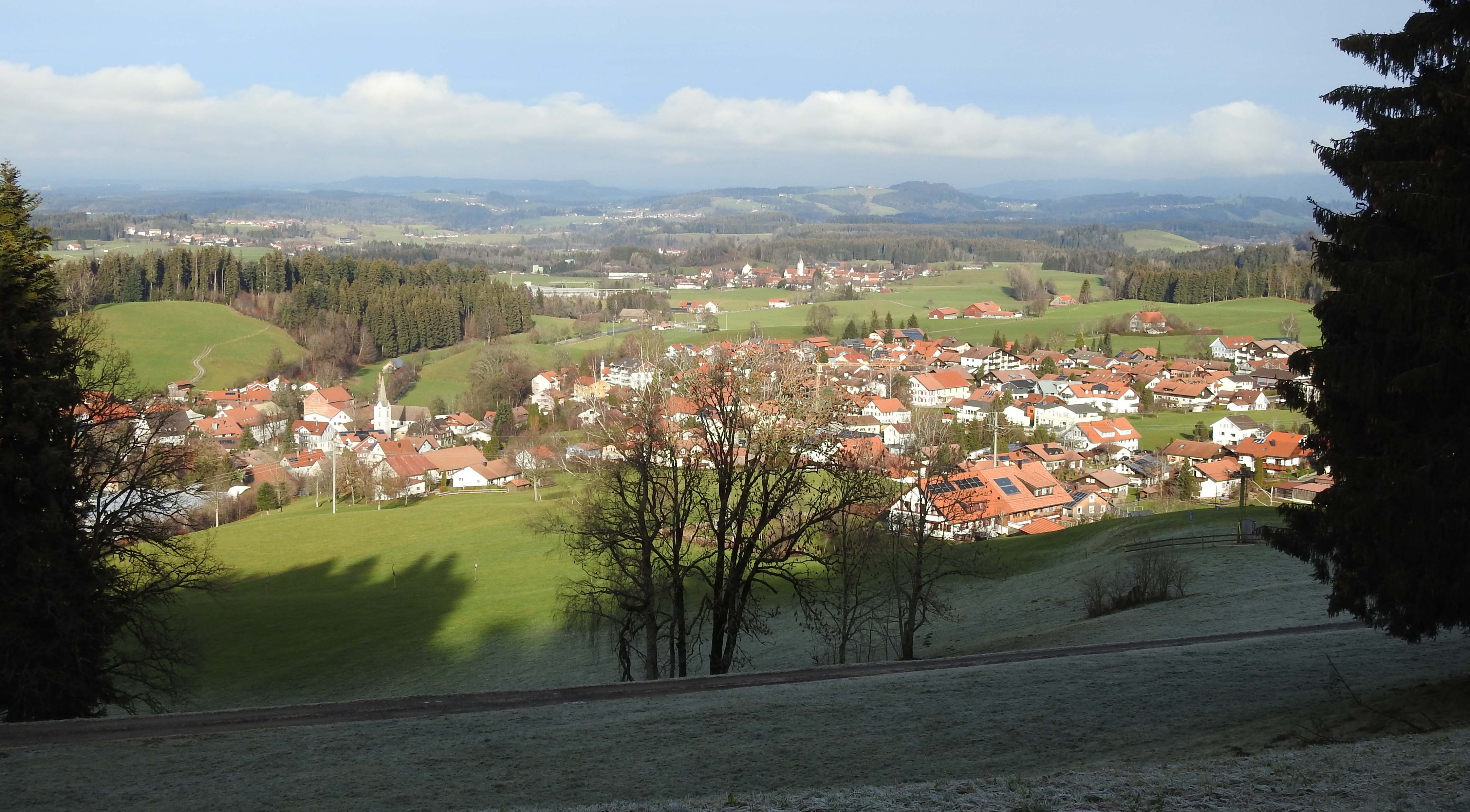
Simmerberg von Süden

### Gemeindegliederung
Es gibt 39 Gemeindeteile (in Klammern ist der Siedlungstyp angegeben):
- Altenburg (Dorf)
- Au (Weiler)
- Blättla (Weiler)
- Bremenried (Dorf)
- Buch (Einöde)
- Buchenbühl (Dorf)
- Burg (Einöde)
- Dressen (Weiler)
- Ellhofen (Pfarrdorf)
- Eyenbach (Weiler)
- Gunta (Einöde)
- Hagelstein (Dorf)
- Hammermühle (Dorf)
- Hasenried (Dorf)
- Hellers (Dorf)
- Kapfholz (Einöde)
- Kapfmühle (Einöde)
- Kapfreute (Weiler)
- Krähnberg (Weiler)
- Lachershof (Weiler)
- Moos (Dorf)
- Nagelshub (Weiler)
- Oberleute (Dorf)
- Oberscheiben (Weiler)
- Obertrogen (Weiler)
- Rieder (Weiler)
- Riegen (Dorf)
- Rothach (Dorf)
- Ruppenmanklitz (Dorf)
- Salmers (Weiler)
- Schreckenmanklitz (Dorf)
- Siebers (Dorf)
- Simmerberg (Markt)
- Tobel (Einöde)
- Unterberg (Einöde)
- Unterscheiben (Weiler)
- Untertrogen (Dorf)
- Weiler im Allgäu (Hauptort)
- Weißen (Dorf)

Die Weiler Burgmühle und Salmersberg und die Einöde Hammerschmiede sind keine amtlich benannten Gemeindeteile.
Die Gemeinde besteht aus den Gemarkungen (Ortsbereichen) Ellhofen, Simmerberg und Weiler im Allgäu. Zum Ortsbereich Weiler im Allgäu gehören die Gemeindeteile Altenburg, Au, Bremenried, Buchenbühl, Dressen, Eyenbach, Hagelstein, Kapfreute, Krähnberg, Lachershof, Oberscheiben, Obertrogen, Riegen, Ruppenmanklitz, Salmers, Schreckenmanklitz, Siebers, Tobel, Untertrogen und Weissen; zum Ortsbereich Simmerberg gehören die Gemeindeteile Buch, Hasenried, Nagelshub, Unterberg und Oberleute; zum Ortsbereich Ellhofen gehören die Gemeindeteile Blättla, Burg, Gunta und Moos.

### Nachbargemeinden
| Lindenberg im Allgäu | Röthenbach (Allgäu)                         | Grünenbach   |
| Scheidegg            | Kompassrose, die auf Nachbargemeinden zeigt | Stiefenhofen |
|                      | Sulzberg (Vorarlberg)                       | Oberreute    |

## Geschichte
Der Markt Weiler-Simmerberg war vor 1805 Sitz eines Oberen und Unteren Gerichts und gehörte zur österreichischen Herrschaft Bregenz-Hohenegg. Seit den Friedensverträgen von Brünn und Preßburg 1805 gehört der Ort zu Bayern. Im Zuge der Verwaltungsreformen in Bayern entstanden mit dem Gemeindeedikt von 1818 die Gemeinden Simmerberg und Weiler. Traditionsreichstes Unternehmen am Ort ist die Post Brauerei Weiler mit ihrer Geschichte seit 1650.
Am 1. September 1968 wurden die Gemeinden Simmerberg und Weiler im Allgäu (amtlich Weiler i. Allgäu) zur neuen Gemeinde Weiler-Simmerberg zusammengeschlossen. Am 1. Januar 1972 kam Ellhofen hinzu.

### Einwohnerentwicklung
Zwischen 1988 und 2018 wuchs die Gemeinde von 5274 auf 6284 um 1010 Einwohner bzw. um 19,2 %.

## Politik

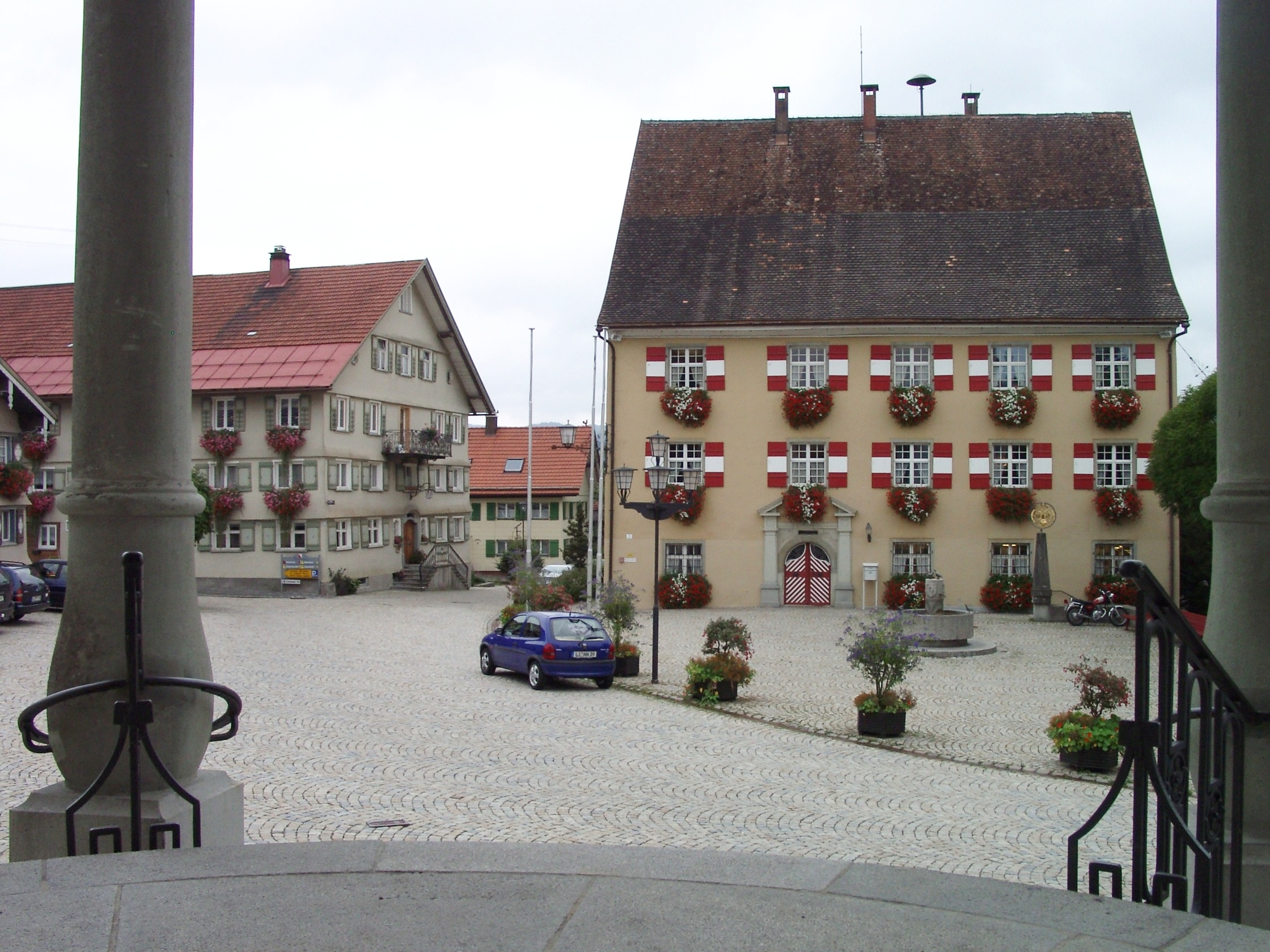
Rathaus von Weiler

### Gemeinderat
Sitzverteilung im Marktgemeinderat nach den vergangenen vier Kommunalwahlen:
| Wahljahr | CSU | SPD | FW | ÖDP/Grüne | JA WSE * | EB | Gesamt |
| 2002     | 8   | 4   | 6  | –         | –        | 2  | 20     |
| 2008     | 7   | 4   | 9  | –         | –        | –  | 20     |
| 2014     | 9   | 3   | 8  | –         | –        | –  | 20     |
| 2020     | 6   | 3   | 6  | 2         | 3        | –  | 20     |

Die Wahlbeteiligung lag 2020 bei 60,6 Prozent.

### Bürgermeister
Karl-Heinz Rudolph von den Freien Wählern war seit 2002 Bürgermeister von Weiler-Simmerberg. Er wurde 2008 mit 70,2 % der Stimmen wiedergewählt. 2014 erreichte er einen Anteil von 77,1 % der gültigen Stimmen.
Bei der Kommunalwahl 2020 wurde als sein Nachfolger Tobias Paintner (CSU) mit 64,9 der gültigen Stimmen gewählt. Der Amtsinhaber Karl-Heinz Rudolph erhielt nur 27,8 % und Markus Wipper von der ÖDP 7,4 %.

### Wappen
| | Blasonierung: „Im Wolkenschnitt schräggeteilt von Silber und Rot; oben eine golden befranste rote Sturmfahne mit drei goldenen Ringen.“ |

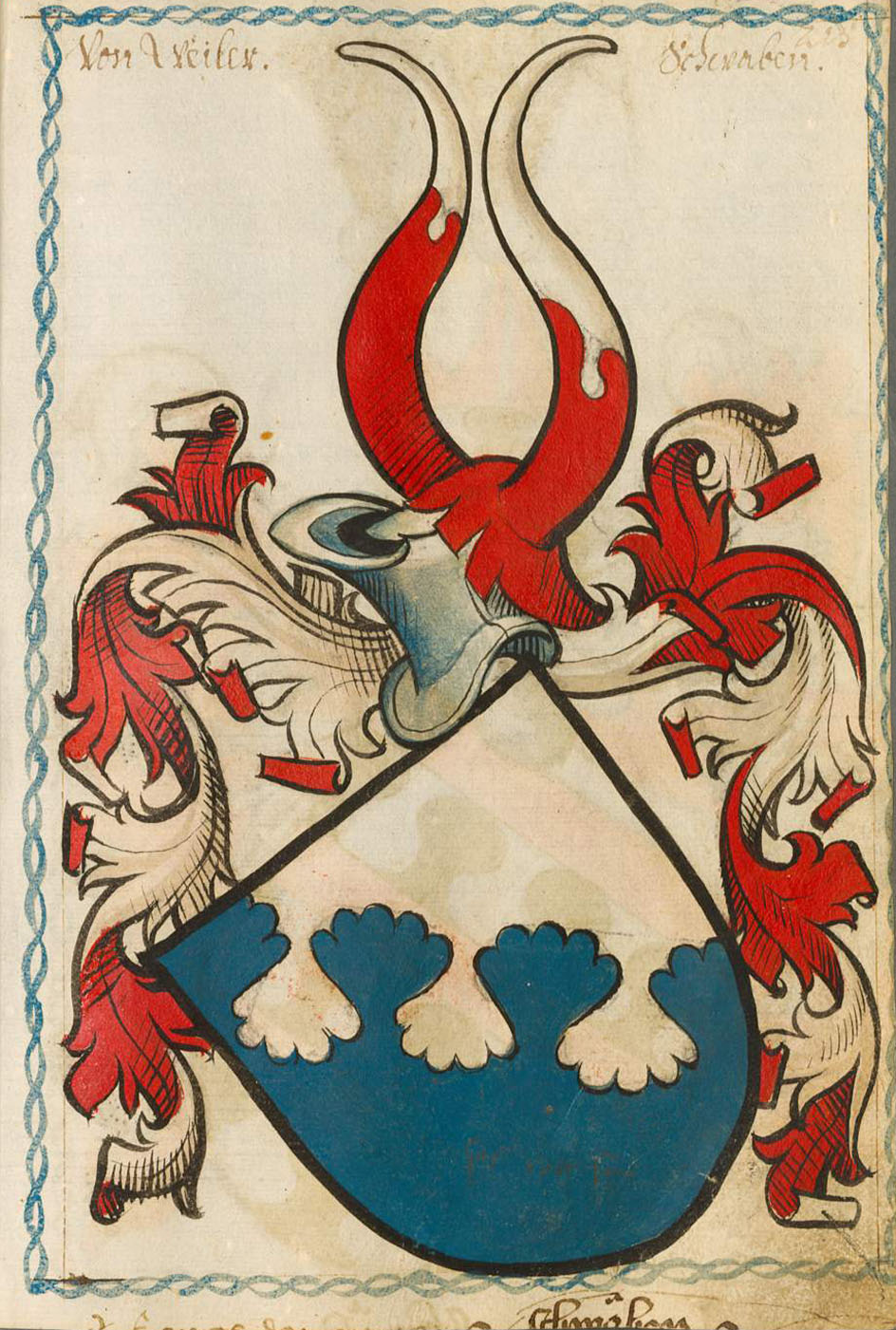
Wappen der Weiler zu Altenburg (auch in Rot statt Blau)

| Wappenbegründung: Weiler nahm im 19. Jahrhundert ohne ausdrückliche Genehmigung bereits ein Wappen an. Es war das ehemalige Wappen der Herren von Weiler, den im Wolkenschnitt schräggeteilten Schild von Silber und Rot. Das Adelsgeschlecht hatte unter anderem den Kellhof des St. Gallener Klosters in Weiler inne. Sie waren Ministerialen des Klosters, des adligen Damenstifts Lindau (Bodensee) sowie der Grafen von Montfort und hatten reichen Allodialbesitz sowie Lehenbesitz vom Kloster St. Gallen, vom Damenstift und dem Reich im weiten Umkreis. Die Familie starb 1557 in männlicher Linie aus. Der Ort erhielt 1789 Marktrechte. Simmerberg hat 1951 ein Wappen angenommen, das bereits 1940 im Entwurf vorlag. Es führte das Wappen der Herren von Weiler sowie die dreilatzige rote Sturmfahne der Grafen von Montfort, die bis zum Spätmittelalter die Hochgerichtsbarkeit in Simmerberg ausübten. Die 1968 neu gebildete Marktgemeinde Weiler-Simmerberg hat in ihr Gemeindewappen die wichtigsten Elemente aus den ehemaligen Wappen der beiden früheren Gemeinden übernommen. Wappenführung seit 1969 | |

### Beziehungen zu ausländischen Gemeinden
- Italien: Weiler-Simmerberg unterhält eine Partnerschaft mit Valmontone in Italien. Im Jahr 2002 gab es erste offizielle Besuche und weitere 2004/2005 zur Unterzeichnung der Charta zur Städtepartnerschaft („amtliche“ Verlobung). Im Frühjahr und Herbst 2008 wurde der Partnerschaftsvertrag verabredet.
- Frankreich: Eine weitere Partnerschaft wird mit Ollioules in Frankreich gepflegt. Diese seit Jahrzehnten freundschaftlichen Beziehungen basieren vorwiegend auf privater Basis.
- Spanien: Eine dritte Partnerschaft wird zu Benifaió in Spanien Provinz Valencia unterhalten.

## Sehenswürdigkeiten und Veranstaltungen

### Landschaft und Natur

#### Hausbachklamm
Weiler teilt sich sein bekanntestes Geotop mit Oberreute. Der Tobelabschnitt (unterer Eingang: ⊙) ist etwa drei Kilometer lang und beeindruckt durch Auswaschungen und Strudeltöpfe im Sandstein und Nagelfluhgestein.

#### Enschenstein

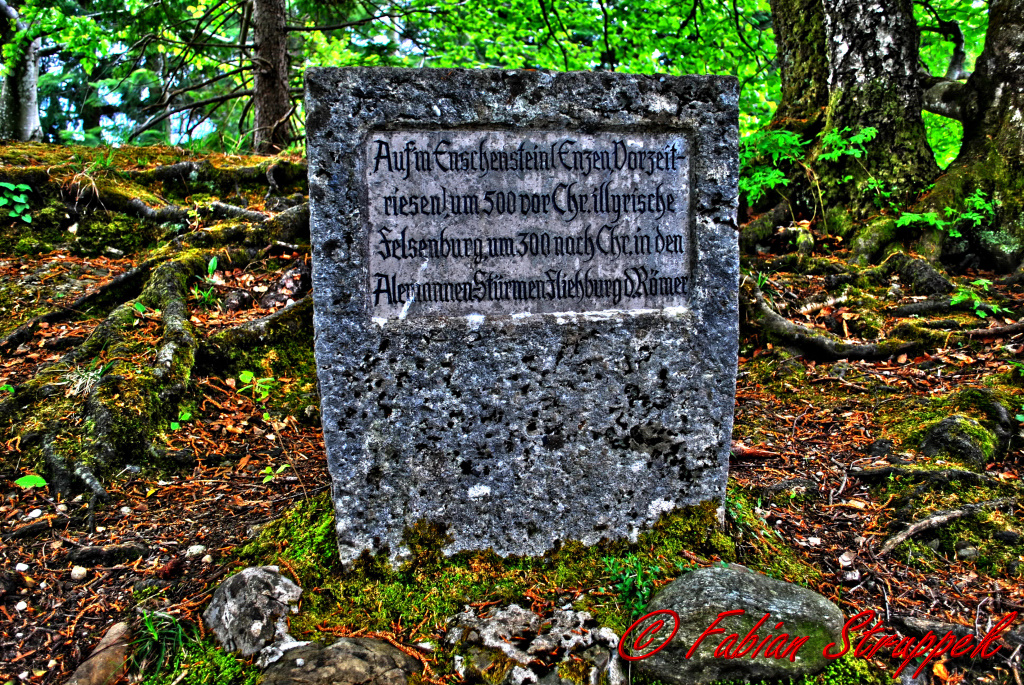
Gedenkstein Enschenstein

Der Enschenstein ⊙ ist ein Nagelfluhfelsen, den die Natur aus dem umliegenden Sandstein herauspräpariert hat. In der Bayerischen Uraufnahme wird der Felsen als Menschenstein bezeichnet An den exponiertesten Stellen ragen 15 bis 20 Meter hohe, senkrechte Wände aus dem umgebenden Waldboden auf. Er ist selbst mit Bäumen bestanden. Der Zugang ist recht steil und die von unten heraufgewachsenen Bäume verdecken die Abbruchkante. So sind es vom Gedenkstein auf dem höchsten Punkt gerade noch drei Meter bis zum Abgrund.
Die Siedlungsreste des schon in der Latènezeit und später in der römischen Kaiserzeit als Fliehburg genutzten Felsplateaus wurden archäologisch erfasst und als Bodendenkmal (D-7-8425-0011) unter Schutz gestellt.

„Aufm Enschenstein [Enzen Vorzeitriesen] um 500 vor Chr. illyrische Felsenburg, um 300 n.Chr. in den Alemannen-Stürmen Fliehburg d. Römer“

#### Ellhofer Tobelbach
Das Geotop (Mitte (Tobelmühle): ⊙) ist ein etwa 6,5 km langes verzweigtes Wandergebiet mit abwechslungsreichen sehr unterschiedlichen Wegabschnitten. Von fast ebenen Wiesen und Weiden führt der Weg bergauf und bergab an historischen und geologischen Zeitzeugen vorbei und wechselt unvermittelt in alpine Verhältnisse.
Der am Tobelbach zutage tretende Sandstein war wegen der hohen Qualität als Baumaterial (unter anderem beim Ulmer Münster und bei der Eisenbahnbrücke über den Tobelbach) und zur Gewinnung von Wetzsteinen begehrt.

#### Wildrosenmoos
Das Biotop (Lage: ⊙) ist das Quellgebiet des Eyenbaches (nicht, wie oft zu lesen, des Hausbaches) und liegt direkt an der Grenze zu Sulzberg (Vorarlberg).

#### Trogener Moos
Lage: (⊙) Lokalpatriotisch eingestellte Journalisten weisen auf die seltene Flora und Fauna des Hochmoores hin und dass die hier heimische geschützte Kreuzotter sonst im Allgäu kaum vorkommen soll. Im Widerspruch dazu steht die detailliert dargestellte Bestandssituation in Bayern und Baden-Württemberg. (siehe auch Naturschutzgebiet Trogener Moore)

#### Erratischer Block

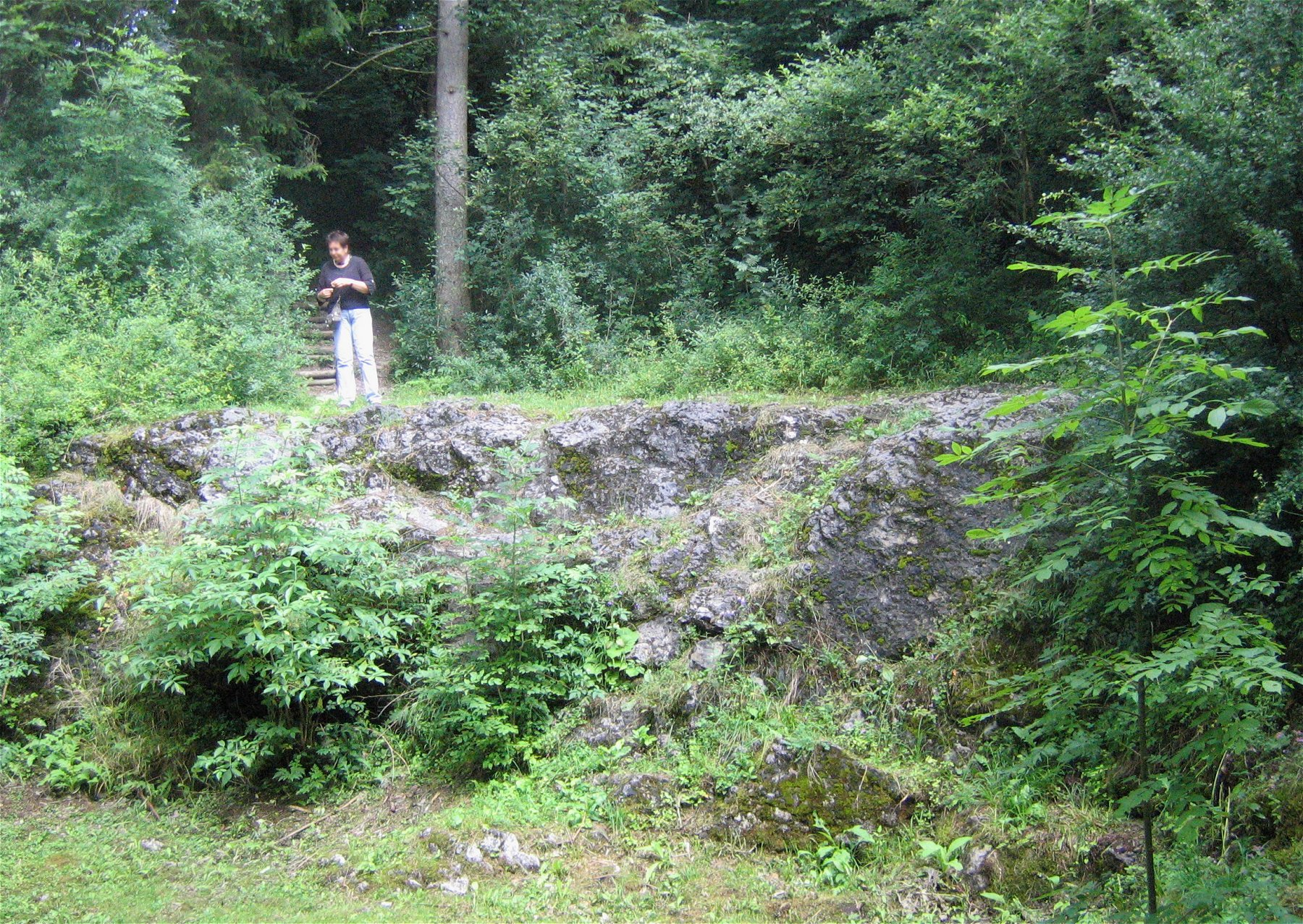
Erratischer Block

Nordöstlich von Weiler liegt ein Erratischer Block, der mit einem ursprünglichen Volumen von 4000 Kubikmetern als der größte Findling Europas gilt, etwa die Hälfte seiner ursprünglichen Masse ist erhalten. Diese geologische Besonderheit (Lage: ⊙) entstand während der jüngsten Eiszeit, als der Rheingletscher mit seinem östlichen Ausläufer weit nach Oberschwaben vorstieß. Dabei transportierte er einen Felsbrocken aus dem Massiv der „Dreischwestern“ in Liechtenstein (Lage: ⊙) 65 km weit bis nach Weiler. In Unkenntnis seiner erdgeschichtlichen Bedeutung benutzte man den Erratischen Block im 18. Jahrhundert als Steinbruch, im 19. Jahrhundert diente der Hauptdolomitblock als billige Materialquelle zum Kalkbrennen.

### Museen
Weiler-Simmerberg verfügt über mehrere sehenswerte kleine Museen und Schausammlungen

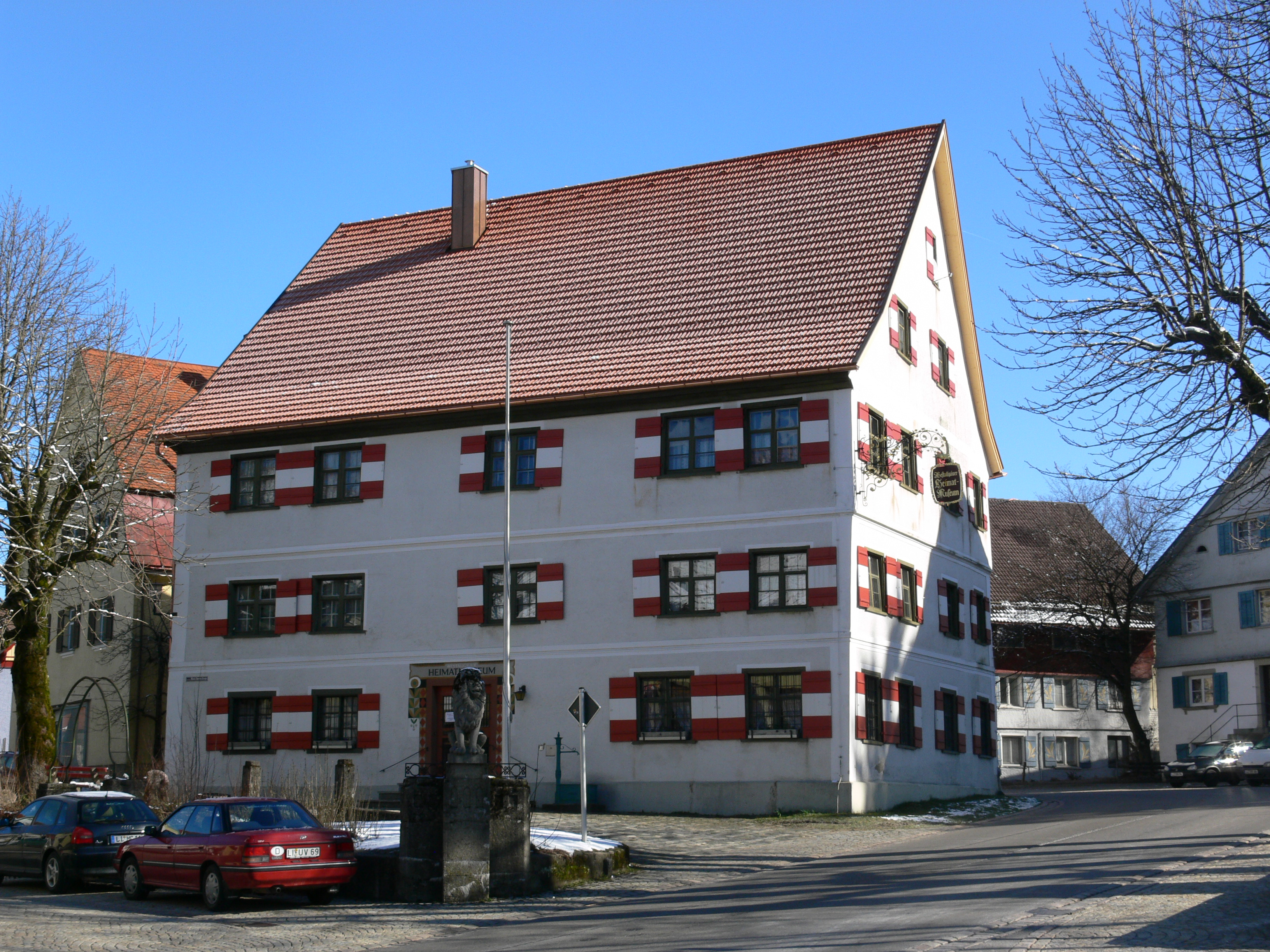
Westallgäuer Heimatmuseum

#### Westallgäuer Heimatmuseum
Es zeigt in 25 Räumen, über 4 Stockwerke verteilt, Gegenstände des täglichen Bedarfs aus Bürger- und Bauernstuben des Westallgäus, Gemälde und Skulpturen von der Gotik bis zur Neuzeit, Lebensbereich Küche, Wohn- und Schlafstube bis zum komplett eingerichteten Kaufladen, Trachten, Uhren und Musikinstrumente, Dokumente und Schaustücke über die Ortsgeschichte und verdiente und berühmte Bürger.

#### Pflanzenkundliche Schausammlung
Sie wurde von Professor Karl Hummel aus Weiler gegründet und zeigt in einem über 100 Exponate umfassenden Herbarium aus gepressten Blüten und Pflanzen die unterschiedlichen Symmetrien und die Formenvielfalt der Westallgäuer Charakterpflanzen. In drei Schaufenstern sind je nach Jahreszeit bis zu 80 kurzlebige Pflanzen mit entsprechender Pflege- und Haltungsanweisung zu sehen. Eigene Abteilungen sind heimischen Orchideen sowie Mineralien und Gesteinen gewidmet.

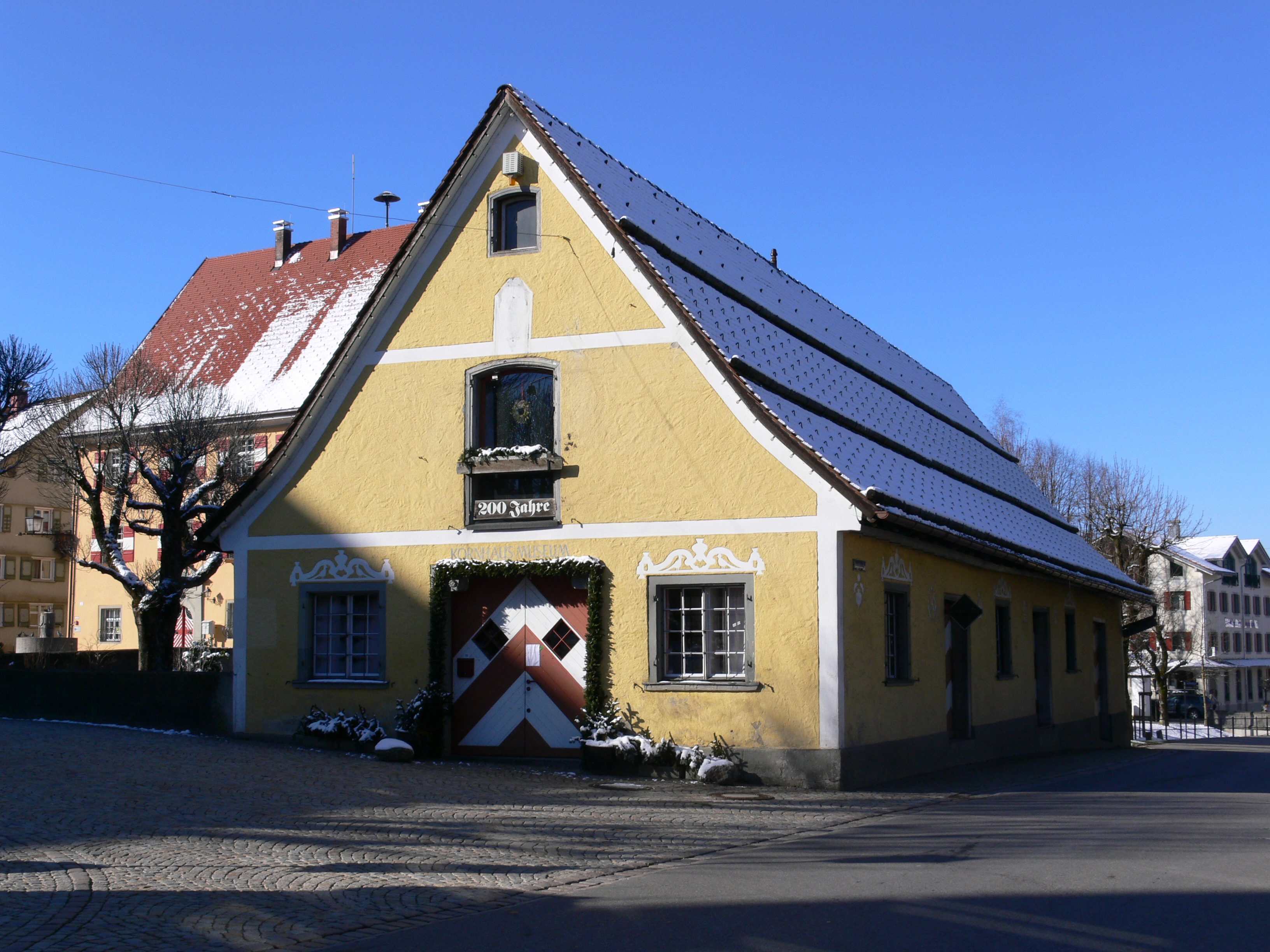
Kornhausmuseum

#### Kornhaus Museum
Das Kornhaus wurde im Jahr 1791 im Anschluss an eine Hungersnot als Kornspeicher zur Versorgung der Bürger mit Brotgetreide in Notzeiten erbaut. Der Westallgäuer Heimatverein rettete das historische Gebäude vor dem Abbruch und nutzt es jetzt als zweites heimatgeschichtliches Haus der Gemeinde für wechselnde Ausstellungen und Veranstaltungen wie die internationalen Kornhausseminare.

#### Brau- und Brunnenmuseum
Es ist in den Räumen der Post Brauerei Weiler & Siebers Mineralquelle untergebracht und zeigt die Geschichte der Brauerei- und Brunnentradition in Weiler.

### Gebäude

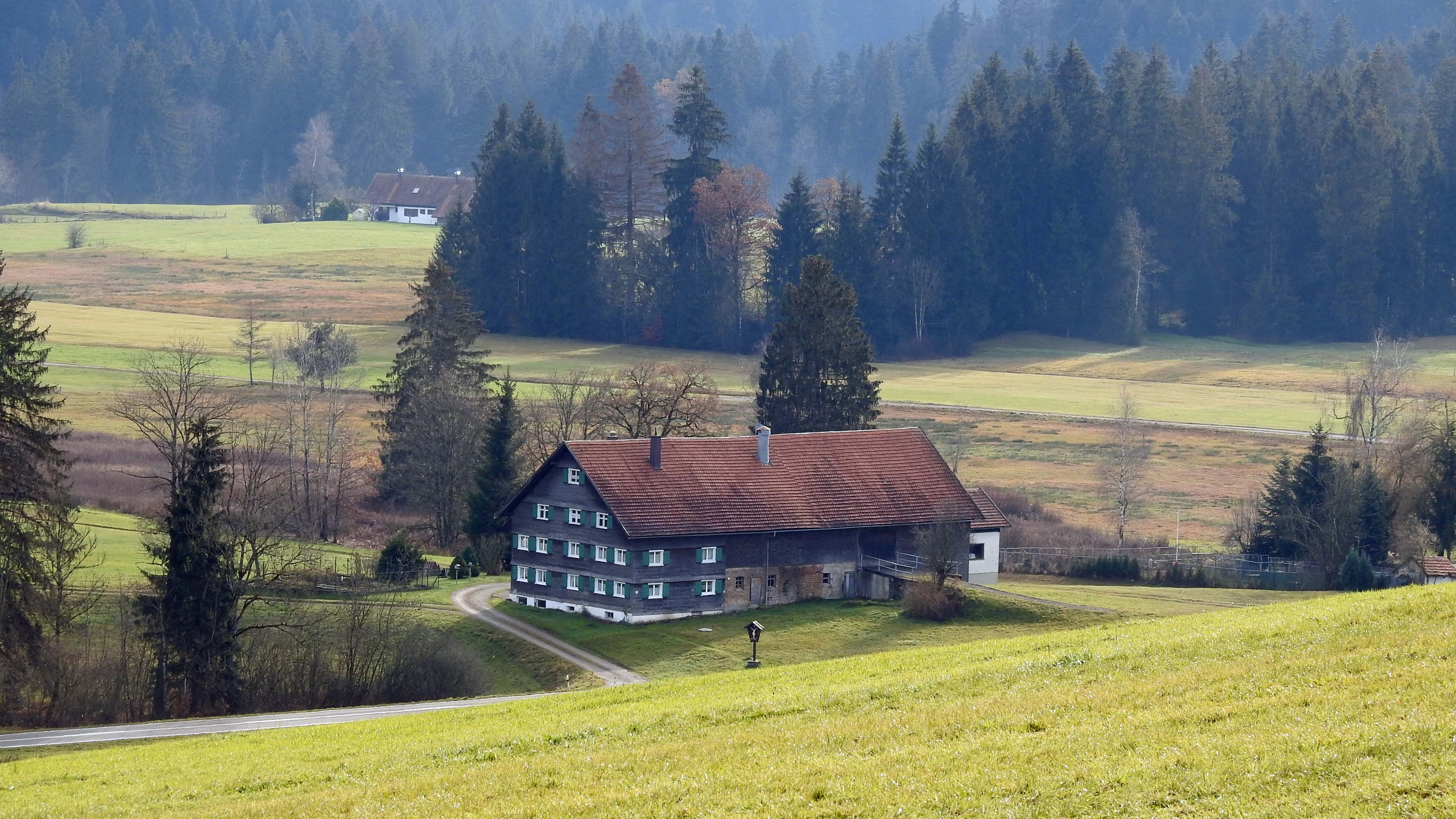
Westallgäuer Bauernhaus im Rothachtal

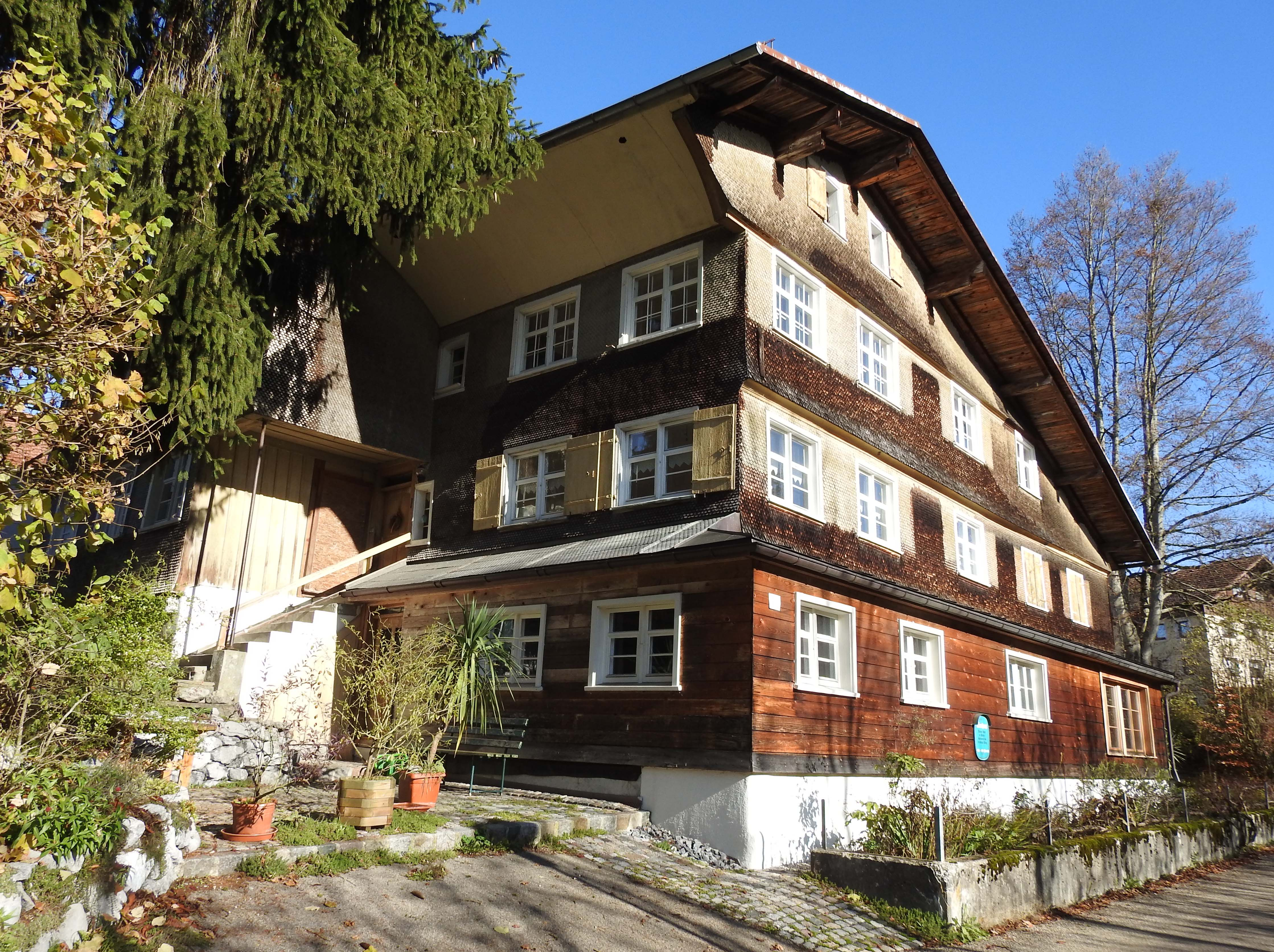
Ehem. Pfarrhof in Weiler im Allgäu, 17. Jh.

Im Ortsbild fallen einige Gebäude auf, die oft einen Bezug zur Geschichte der Gemeindeteile Weiler, Simmerberg oder Ellhofen haben.

#### Am Hausbach (Hauptstraße)
Die Straße führt am Hausbach entlang. Sie bietet neben den beiden Hauptmuseen des Ortes über die Nepomukbrücke den Zugang zum Kirchplatz und dem Rathaus.

#### Fridolin-Holzer-Straße
In dieser parallel zum Hausbach verlaufenden Ortsstraße liegt das Widmann-Haus, 1911 als Verwaltungs- und Laborgebäude der Lehr- und Versuchsanstalt für Emmentalkäserei gebaut, sowie der Sennhof, das von 1930 bis 1970 als Schulgebäude der Lehr- und Versuchsanstalt für Emmentalkäserei genutzte Gebäude.

#### Alois-von-Brinz-Straße
Das ehemalige Gerichtsgebäude von Weiler im Allgäu wurde ursprünglich als Fabrik für Musselin- und Kattunproduktion erbaut.

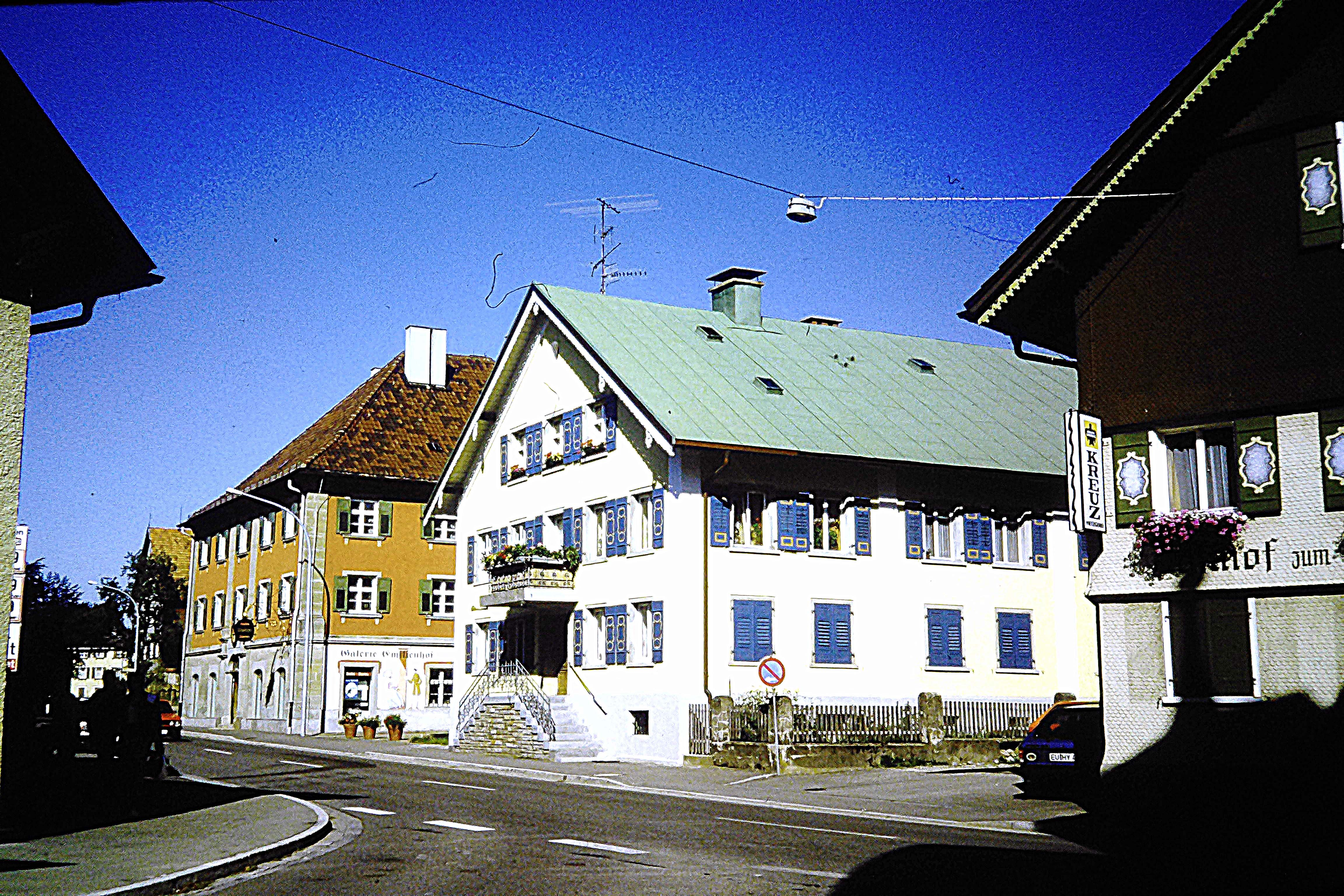
Alois-von-Brinz-Str. 8 und 10 (1984)

#### Das Bahnhofsviertel, ein Werk Georg Buflers
Mit Inbetriebnahme der Bahnstrecke Röthenbach–Weiler mit dem Endbahnhof Weiler (Allgäu) entwickelte sich in der Zeit des wirtschaftlichen Aufschwungs vor dem Ersten Weltkrieg das Bahnhofsviertel um die Bahnhofsstraße und den Bahnhofsplatz als gehobene Wohn- und Geschäftslage. Der Marktbaumeister und Unternehmer Georg Bufler (1878–1950) plante und baute 1906 hier mehrere Gebäude mit jugendstilorientierter Fassade, die in ihrer Einheitlichkeit dem Bahnhofsplatz einen eigenen Charakter verleihen, so die Villen Inama und Stromeyer, die Wohn- und Geschäftshäuser Herz, Baldauf und Stadelmann. Zum Werk Buflers außerhalb des Bahnhofsbereichs gehören die Strohhutfabrik Milz und Karg, das Postamtsgebäude, die Wohn- und Geschäftshäuser Heim und Eschenlohr und der Sennhof, die Lehr- und Versuchsanstalt für Emmentalkäserei etwas zur Ortsmitte abgesetzt in der Fridolin-Holzer-Straße sowie die großen Umbauten bzw. Erweiterungen im Komplex des Brauereigasthofes Zur Post.

#### Stromeyerstraße

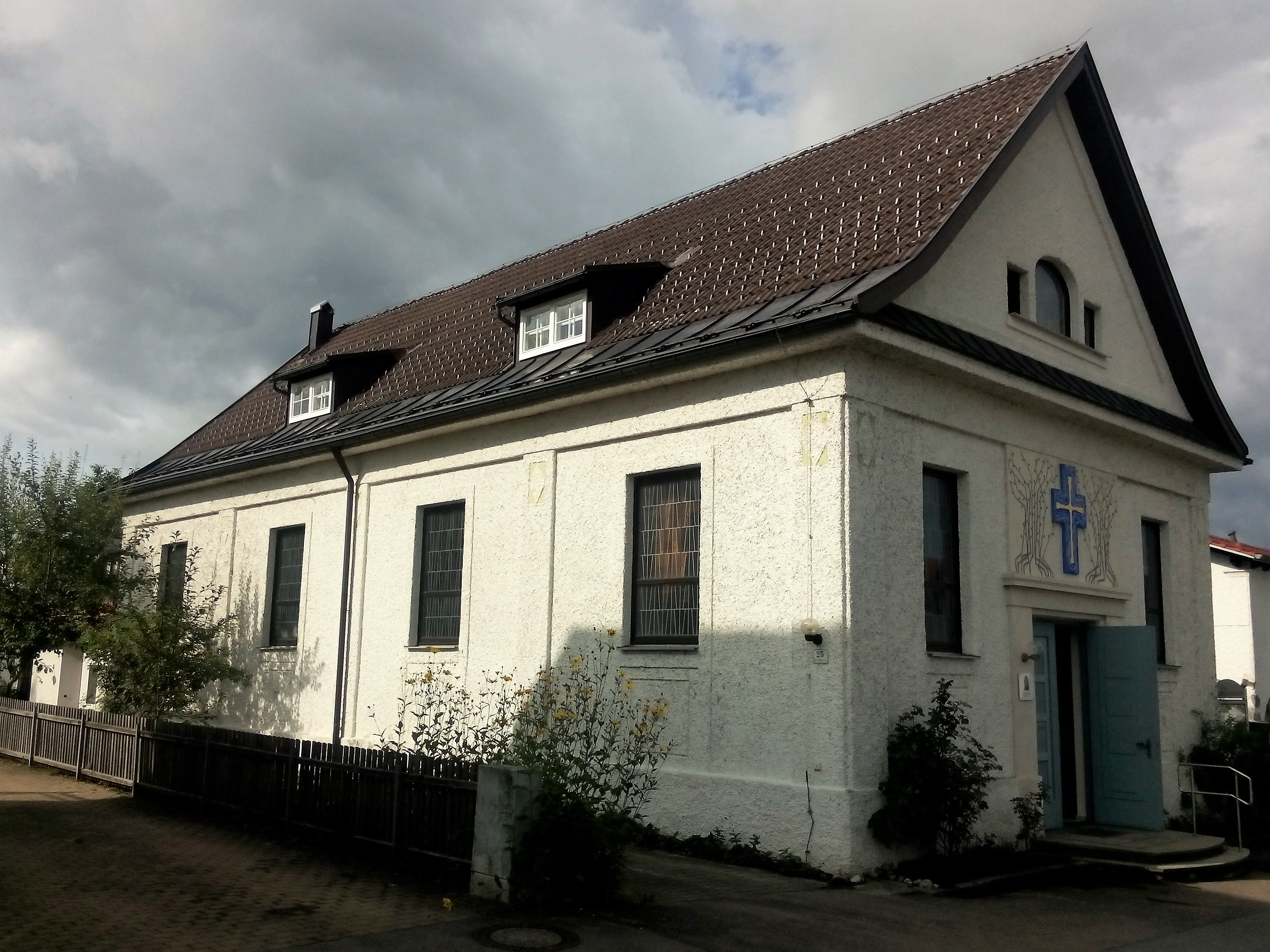
Evang. Kreuzkirche in Weiler im Allgäu, Stromeyerstraße

Die Kreuzkirche in der Stromeyerstraße 25 gehört zur Evangelisch-Lutherischen Kirchengemeinde Scheidegg und Weiler. Der zweigeschossige Baukörper mit Satteldach besitzt keinen Kirchturm. Im Innenraum finden sich ein blaues Altarkreuz und vierzehn Kreuzwegsteine.

### Veranstaltungen

#### Salzfest
Es erinnert an die Bedeutung des Ortes Simmerberg und seiner Salzfaktorei im mittelalterlichen und neuzeitlichen Salzhandel (Salztransport) zwischen Bad Hall in Tirol bzw. Bad Reichenhall/Berchtesgaden und über den Bodensee in die Schweiz und in den badischen Raum. Höhepunkt der Veranstaltung ist der Historische Salzzug mit rossgezogenen Planwagen, Lastpferden und Publikum auf einem Teilstück der alten Tiroler Salzstraße von Oberstaufen nach Simmerberg.

## Persönlichkeiten

### Söhne und Töchter des Marktes
Nach Geburtsjahr geordnet
- Jacob Ernst Thomann von Hagelstein (auch Nestus Thomann; * um 1588 in Hagelstein; † 1653 in Lindau), deutscher Maler des Barock
- Anton Schneider (* 1777 in Untertrogen, heute Gemeindeteil des Marktes Weiler-Simmerberg; † 1820 in Fideris/Graubünden), Rechtsanwalt, Freiheitskämpfer, 1809 Oberbefehlshaber des Vorarlberger Volksaufstandes
- Otto von Langenmantel (* 1816 in Weiler im Allgäu; † 1875 in München), Bauingenieur und Baumeister der Befreiungshalle bei Kelheim
- Friedrich Ritter von Lössl (* 1817 in Weiler im Allgäu; † 1907 in Wien), Ingenieur, herausragender Pionier des Eisenbahnstreckenbaus des 19. Jahrhunderts in Bayern und in Österreich, Erfinder des autodynamischen Uhrensystems
- Alois von Brinz (* 1820 in Weiler; † 1887), Studium der Rechte, Universitätslaufbahn, Lehrtätigkeit in Erlangen, 1857 in Prag (dort auch politisch tätig, Mitglied des böhmischen Landtags), 1866 Tübingen, 1871 München (lehrte dort römisches Zivilrecht und wurde Rektor der Universität). 1872 Verdienstorden der bayerischen Krone und Nobilitierung
- Hieronymus Fäßler (* 1823 in Weiler; † 1903), in den USA technischer Pionier bei der Konstruktion von Landmaschinen und Untergrundbahnen und bedeutender Unternehmer
- Josef Reischle (* 1857 in Weiler; † 1925), Maschinenbauingenieur und langjähriger Direktor des Bayerischen Revisionsvereins
- Ignaz Dornach (* 1868; † 1945), Tabakfabrikant (sein Großvater gleichen Namens (* 1795; † 1861) fabrizierte Kautabak in Röthenbach, dann Simmerberg, schließlich in Weiler, die Firma in der heutigen Alois-von-Brinz-Straße hatte im Jahr 1850 24 Arbeiter); Heimatforscher, Sammler von Altertümern und Kunstwerken, vermachte seine große Privatsammlung dem Westallgäuer Heimatverein, richtete mit befreundetem Bürgermeister Fridolin Holzer erstes Heimatmuseum im Rathaus ein. Ehrenbürger der damaligen Gemeinde Weiler im Allgäu
- Georg Bufler (* 1878 in Weiler; † 1950), Baumeister und Bauunternehmer, 50 Jahre Marktbaumeister des Ortes, prägte das Ortsbild vor allem in der Zeit des wirtschaftlichen Aufschwungs vor dem Ersten Weltkrieg durch jugendstilorientierte Wohn- und Geschäftshäuser und öffentliche Bauten
- Karl Hummel (* 1902 in Weiler; † 1987 ebenda), Pharmazeutischer Botaniker, Spezialgebiet Iranische Flora, Professor für Pharmakognosie (Wissenschaft der vergleichenden Pflanzenanatomie). Gründer des wissenschaftlichen Instituts auf Schloss Lindlich in Hechingen.
- Ludwig Scheller, Volksschullehrer und Heimatforscher, große Verdienste fürs Heimatmuseum
- Ernst Jakob Henne, genannt „Schneller Henne“ (* 1904 in Weiler im Allgäu; † 2005 auf Gran Canaria), Motorrad- und Autorennfahrer und Unternehmer.
- Gottfried Döhler (* 1938 in Weiler im Allgäu), Emeritus für Physik
- Alfons Mayer (* 1938 in Weiler im Allgäu; † 2021), kanadischer Sportschütze
- Toni Gruber (* 1943 in Weiler im Allgäu; † 2023), Motorradrennfahrer und Unternehmer
- Wolfgang Hartung (* 1946 in Weiler-Simmerberg; † 2025), Historiker, Mediävist
- Claudius Magnus Pfanner (* 1952 in Simmerberg im Allgäu; † 2025), Frisörmeister, regional bekannt als Akkordeonist und Keyboarder, kam mit seiner Formation „Allgäu Duo C & E“ bei dem Musikwettbewerb Allgäu Grand Prix 1997 und 1998 in die Endausscheidung der besten 13 Allgäuer Volksmusikbands
- Günter Rudolph (* 1954), deutscher Ophthalmologe
- Eberhard Rotter (* 1954 in Simmerberg), Abgeordneter der CSU im Bayerischen Landtag für den Stimmkreis Lindau-Sonthofen
- Nikolaus Pfanner (* 1956 in Simmerberg im Allgäu), Mediziner mit Schwerpunkten in der Biochemie und Zellbiologie; erhielt 2004 den Gottfried-Wilhelm-Leibniz-Preis der DFG
- Jockel Tschiersch (* 1957 in Weiler-Simmerberg), Schauspieler und Kabarettist
- Karl-Heinz Riedle (* 1965 in Weiler im Allgäu), erfolgreicher ehemaliger Fußballspieler (Stürmer) (Bundesliga und Nationalmannschaft)
- Joachim Baldauf (* 1965 in Weiler im Allgäu), Fotograf und Verleger

### Weitere Persönlichkeiten
- Josef Aurel Stadler (* 1778; † 1837), Agrarreformer und Pionier der Allgäuer Hartkäseherstellung nach Schweizer Art (Emmentaler), erste erfolgreiche Versuche 1821 in Weiler mit Hilfe von zwei Sennerbuben aus dem Emmental.
- Franz von Miller (* 1783 in Weitnau; † 1842 in Darmstadt); Wirtschaftsjurist, Volkswirtschaftler, Weggefährte und Vollender des Werkes von Friedrich List; machte sich um die deutsche Zollunion und die Vorläuferorganisationen verdient. Rettete als Oberschreiber am Landgericht Weiler im Allgäu den Ort nach dem Zusammenbruch der Vorarlberger Volkserhebung 1806 vor planmäßiger Zerstörung durch Napoleon.
- Johann Conrad Blank (* 1757 in Sulzberg (Vorarlberg); † 1827 in Wien); österreichischer Abbé, k.k. Rat und Mathematiker.
- Nicolò Inama stammte aus einer Familie von Peitschenmachern aus dem Nonstal im Trentino und ließ sich von Baumeister Georg Bufler 1903–1904 eine exklusive Villa mit Jugendstilelementen am Bahnhofsplatz für seinen Peitschen- und Weinhandel erbauen (heute Villa Lessing Bahnhofstraße 14).
- Josef Widmann (* 1833 in Cham (Oberpfalz); † 1899); Ingenieur, Landwirt, Politiker und Pionier der Allgäuer Milchwirtschaft; gründete die Lehr- und Versuchsanstalt für Emmentalkäserei in Weiler
- Max Hartmann (* 1876 in Lauterecken bei Kusel; † 1962 in Buchenbühl (Filiale des Ortsbereichs Weiler)), Biologe und Philosoph.
- Udo Dammert (* 1904 in Baden-Baden; † 2003 in Simmerberg) Pianist, Klavierlehrer, Autor und Kunstsammler.
- Hans Edgar Jahn (* 1914 in Neustettin; † 2000 in Bonn) Journalist, Publizist, PR-Berater, Verleger und Politiker zog sich, in seinem Ruhestand weiterhin schriftstellerisch tätig, nach Eyenbach, einem Filialort des Marktes Weiler-Simmerberg zurück.
- Gertrud Wiedra (* 1921 in Jagerndorf in Schlesien; † 8. Januar 2014 in Weiler) Hinterglasmalerin und Kunstsammlerin.
- Ernst Wilfer (* 1923 in Asch bei Eger im Sudetenland, heute Aš bei Cheb, Tschechien; † 2014); deutscher Ingenieur und Erfinder, der sich bei Konstruktion, Bauleitung und Betrieb von Luftseilbahnen einen Namen machte, lebte seit seinem Ruhestand in Simmerberg.
- Harry Pross (* 1923 in Karlsruhe; † 2010 in Weiler-Simmerberg) Sozialwissenschaftler und Publizist; initiierte und leitete von 1984 bis 1993 die ersten 10 „Internationalen Kornhaus-Seminare in Weiler im Allgäu“; lebte seit den 1980er Jahren in Weißen (Filiale des Ortsbereichs Weiler).
- Frank Crüsemann (* 1938 in Bremen) Alttestamentler, bekannt durch Veröffentlichungen zur Tora, zu Elia und zur Sozialgeschichte des Alten Testaments sowie seine Beteiligung am christlich-jüdischen Dialog und seine Mitwirkung bei Deutschen Evangelischen Kirchentagen, verbrachte einen Teil seiner Schulzeit in Weiler im Allgäu.
- Jörg Steinleitner (* 1971 in Immenstadt im Allgäu) Schriftsteller, Rechtsanwalt, Bürgermeister von Riegsee in Oberbayern, lebte von 1980 bis 1990 in Weiler im Allgäu.
- Torsten Abel (* 1974), Triathlet, wuchs in der Gemeinde auf.